# Astra A-50
L'Astra A-50 est un pistolet semi-automatique qui est fabriqué par Esperanza y Unceta depuis 1960.